# Caedmon
Caedmon, Cadmon ou  Cædmon(f. ca. 680) foi um poeta nortúmbrio do século VII, e irmão leigo no mosteiro beneditino de Whitby. Foi o primeiro poeta a escrever em inglês antigo de quem se conserva o nome. É venerado como santo por várias confissões cristãs.
O Hino de Cædmoné o único trabalho que se pode atribuir com segurança a Caedmon. É uma oração em verso de nove linhas composta em inglês antigo, uma língua germânica. Os versos foram traduzidos para latim na Historia ecclesiastica gentis anglorum de bede, pelo venerável Beda.